# Derrick Allen (Fußballspieler, 1946)
Derrick Allen (* 14. Juli 1946 in Wombwell) ist ein englischer ehemaliger Fußballspieler.

## Karriere
Allen gehörte als Jugendlicher Rotherham United an und rückte im November 1965 in den Aktivenbereich auf.  Am 7. Mai 1966 kam er in einer Partie der Second Division gegen Birmingham City auf der rechten Außenläuferposition zum Einsatz und bildete mit John Haselden und Brian Tiler die Läuferreihe; Allen wurde allerdings im Verlauf der 0:3-Niederlage für Mick Harrity ausgewechselt. Zu weiteren Einsätzen kam er nicht mehr, ebenso wenig sind weitere Karrierestationen bekannt.